# 플로리아누 페이쇼투 (배우)
플로리아누 페이쇼투(Floriano Peixoto, 1959년 12월 10일 ~ )는 브라질의 배우이다.

## 출연 작품
- 올가 (2004)
- 카란디루 (2003)
- 마담 사타 (2002)
- 바람의 전설 (1997)